# Araneus paitaensis
Araneus paitaensis är en spindelart som beskrevs av Schenkel 1953. Araneus paitaensis ingår i släktet Araneus och familjen hjulspindlar. Inga underarter finns listade i Catalogue of Life.